# Epimelitta longipennis
Epimelitta longipennis är en skalbaggsart som beskrevs av Dmytro Zajciw 1963. Epimelitta longipennis ingår i släktet Epimelitta och familjen långhorningar. Inga underarter finns listade i Catalogue of Life.